# Трбонє
Трбонє (словен. Trbonje) — поселення в общині Дравоград, Регіон Корошка, Словенія. Висота над рівнем моря: 392 м.